# Mitsjoerinsk
Mitsjoerinsk (Russisch:Мичу́ринск), voor 1932 Kozlov (Russisch:Козло́в), is met 96093 inwoners de tweede stad van oblast Tambov in Rusland.
Mitsjoerinsk is opgericht in 1635 aan het noordelijke einde van de Belgorod Line. In het oosten van Mitsjoerinsk, bij de open steppe, werd een 25 kilometer lange muur van aarde gebouwd, om de Nogai Trail, een handelsroute van de Tatar, tegen te houden. Daaropvolgend kon de stad zich richting het oosten verder ontwikkelen. In 1779 kreeg Mitsjoerinsk stadsrechten. De stad is vernoemd naar de Russische wetenschapper Ivan Mitsjoerin. Wetenschapper en Lenin Prijs-winnaar Sergej Brjoechonenko is in 1890 in Mitsjoerinsk geboren.

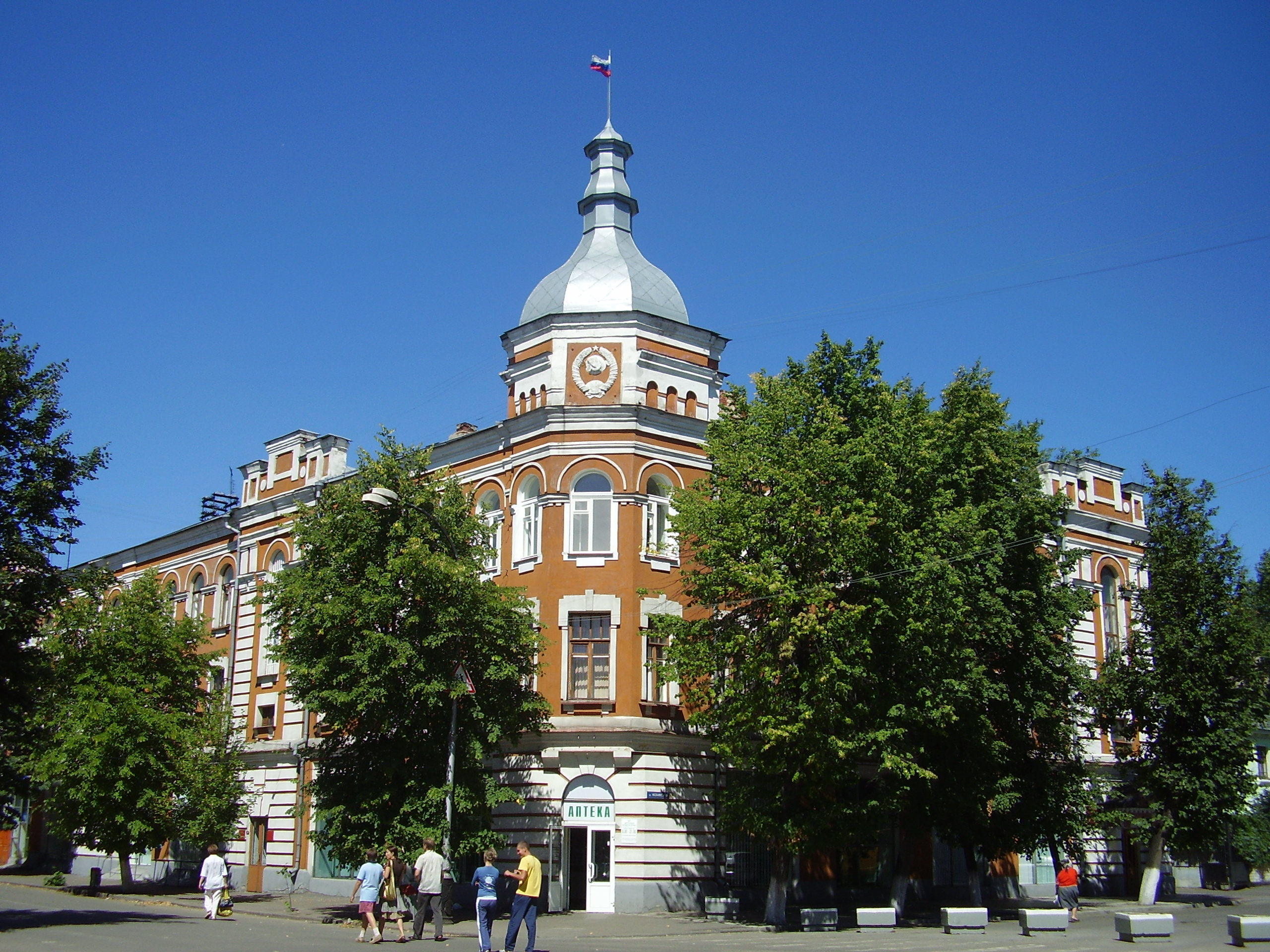
Raadhuis
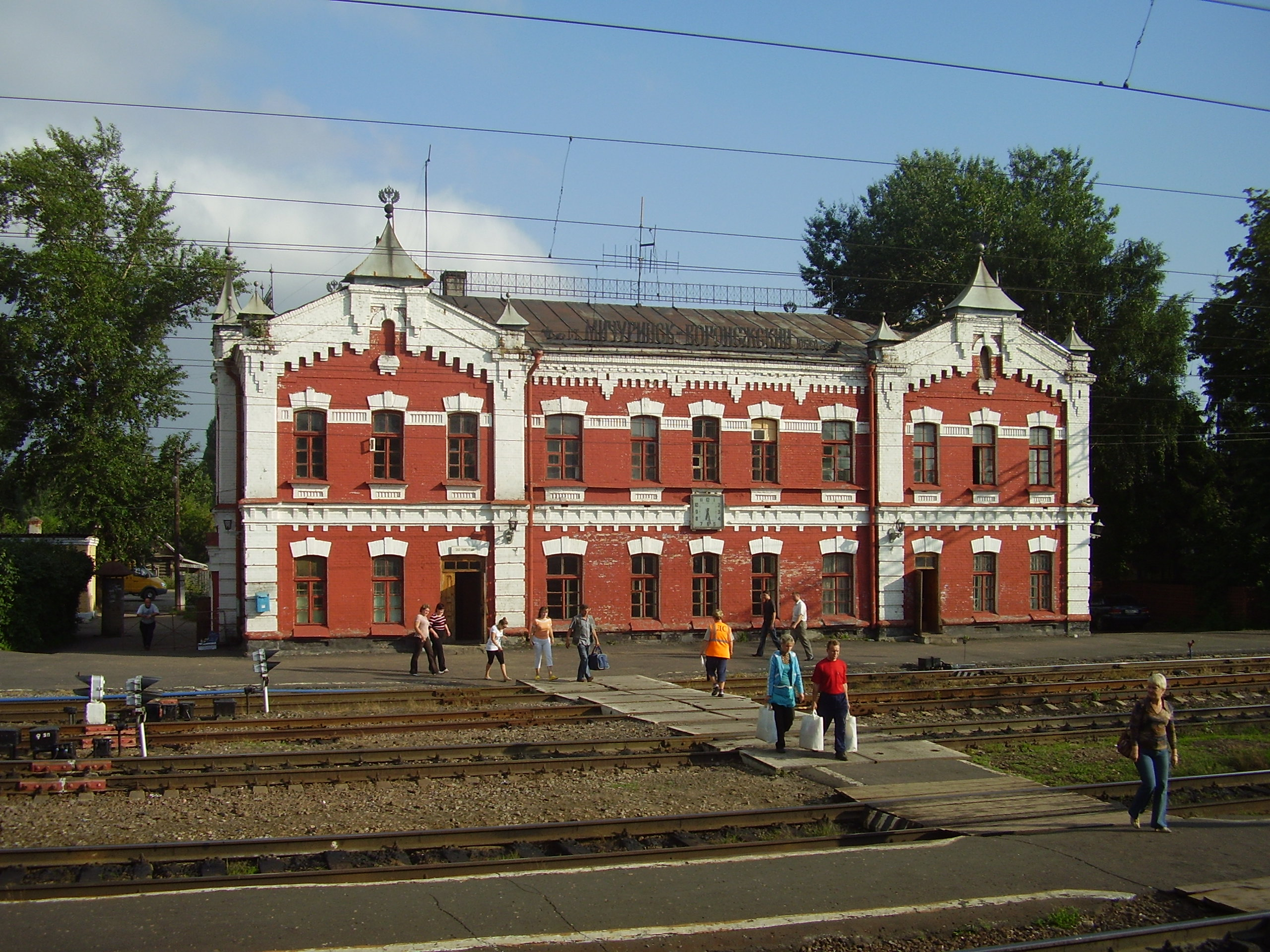
Station
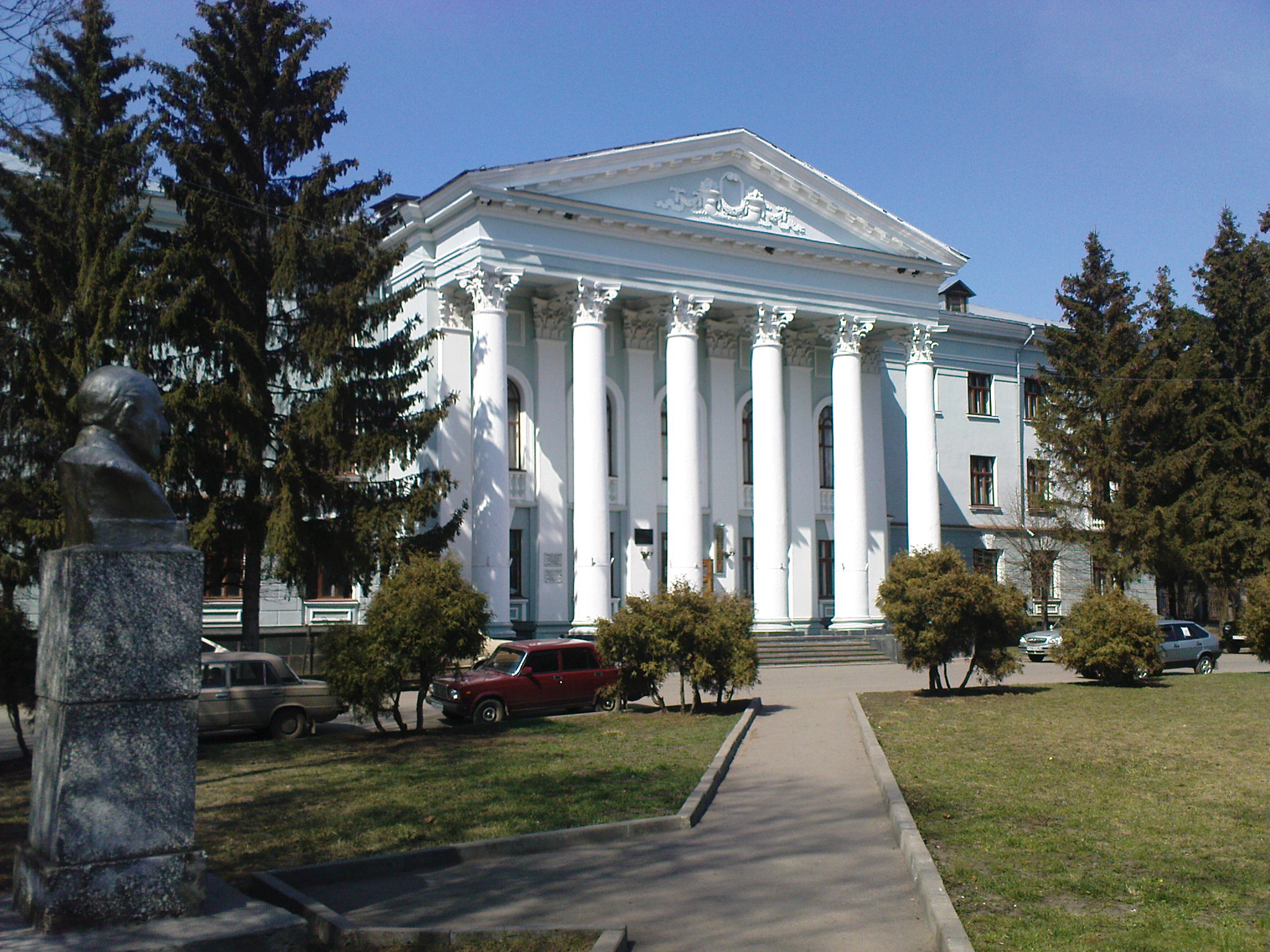
Gemeentehuis